# آسو رستم
آسو رستم (بالكردية: ئاسۆ رۆستەم)‏ هو لاعب كرة قدم عراقي، من مواليد 1 كانون الأول 1994،[بحاجة لمصدر] يلعب في صفوف نادي استقلال خوزستان في الدوري الايراني. خاض اللاعب أول مباراة دولية له مع  العراق ضد عمان في بطولة الأردن الدولية في 23 أيلول/سبتمبر 2022.

## مسيرته
في 1 شباط 2023 وقع آسو مع نادي الشرطة بعقد يمتد إلى نهاية هذا الموسم، مع إمكانية تمديده لموسم آخر، بقيمة تبلغ 225 مليون دينار.

## الإحصائيات
آخر تحديث 9 كانون الثاني 2023.
| منتخب العراق | منتخب العراق | منتخب العراق | منتخب العراق |
| السنة        | المباريات    | الأهداف      |              |
| ------------ | ------------ | ------------ | ------------ |
| 2022         | 3            | 0            |              |
| 2023         | 1            | 1            |              |
| المجموع      | 4            | 1            |              |

### الاهداف الدولية مع المنتخب
| #  | التاريخ             | المكان                  | الخصم    | عدد الاهدف | النتيجة | المناسبة      |
| -- | ------------------- | ----------------------- | -------- | ---------- | ------- | ------------- |
| 1. | 9 كانون الثاني 2023 | ملعب جذع النخلة، البصرة | السعودية | 0 - 2      | 0–2     | كأس الخليج 25 |

## الجوائز والإنجازات

### الجماعية
العراق
- كأس الخليج العربي (1): 2023

## روابط خارجية
- آسو رستم على موقع قاعدة بيانات كرة القدم.إي يو (الإنجليزية)
- آسو رستم على موقع عالم كرة القدم.نت (الإنجليزية)
- آسو رستم على موقع كووورة